# Vince Grella
Vincenzo "Vince" Grella (Melbourne, 5 d'octubre de 1979) és un exfutbolista australià que jugava de centrecampista. Ha sigut internacional per la selecció de futbol d'Austràlia.